# Alfred Kiss
Alfred Paul Kiss (* 1. August 1894 in Dölau, Greiz) war ein deutscher Gewerkschaftsfunktionär.

## Leben und Tätigkeit
Kiss lernte den Beruf des Handlungsgehilfen. 1911 trat er in den ZdA und 1912 in die Sozialdemokratische Partei Deutschlands (SPD) ein. Von 1913 bis 1914 bekleidete Kiss sein erstes öffentliches Amt als Vorsitzender der ZdA-Ortsgruppe Greiz. Von 1919 bis 1923 war er Gemeindetreter in Weida. Anschließend amtierte er bis 1922 als Kreisvorsitzender der USPD in Meißen-Riesa-Großenhain. Von 1921 bis 1933 war Kiss Arbeitssekretär des ADGB-Ortsausschusses Riesa, SPD-Ortsvorsitzender, Mitglied des Bezirksvorstandes, Hauptschöffe und Stadtverordneter.
Nach dem Machtantritt der Nationalsozialisten wurde Kiss zeitweise in Haft genommen. Im Juli 1933 emigrierte er in die Tschechoslowakei. Im Dezember 1938 ging er nach Großbritannien. Dort wurde er nach dem Beginn des Zweiten Weltkriegs von Juli bis November 1940 als Angehöriger einer verfeindeten Macht interniert, schließlich aber als politisch zuverlässig eingestuft wieder auf freien Fuß gesetzt. Während des Krieges gehörte er der SPD in London an.
Ab April 1945 stand Kiss im Dienst des amerikanischen Nachrichtendienstes OSS, der ihn zunächst im Ruhrgebiet einsetzte. Er kam zunächst nach Köln, von wo er Berichte über die politische Lage anfertigte. Später wurde er von der Information Control Division (ICD) der amerikanischen Militärregierung in Bayern als Investigator in Augsburg eingesetzt. Zum 1. Dezember 1949 trat Kiss zurück in den Dienst der Gewerkschaften. Er wurde Sachbearbeiter beim Gewerkschaftsrat und dann Geschäftsführer der Stuttgarter Ortsgruppe der deutschen Angestelltengewerkschaft sowie Bezirksleiter derselben in Koblenz und in Aalen.